# Jean Racine
Jean Baptiste Racine ([ʒɑ̃ ʁasin]IPA, La Ferté-Milon, 22. prosince 1639 – 21. dubna 1699 Paříž) byl francouzský básník a dramatik období klasicismu, jeden z „velké trojice“ francouzských dramatiků Velkého století (spolu s Molièrem a Corneillem). Psal především tragédie, i když v jeho repertoáru je i jedna komedie. Náměty čerpal především z antiky. Snažil se vybírat takové, které by promlouvaly k problémům 17. století. Dne 12. ledna 1673 se stal, na přání Ludvíka XIV., členem Francouzské akademie.

## Život a dílo

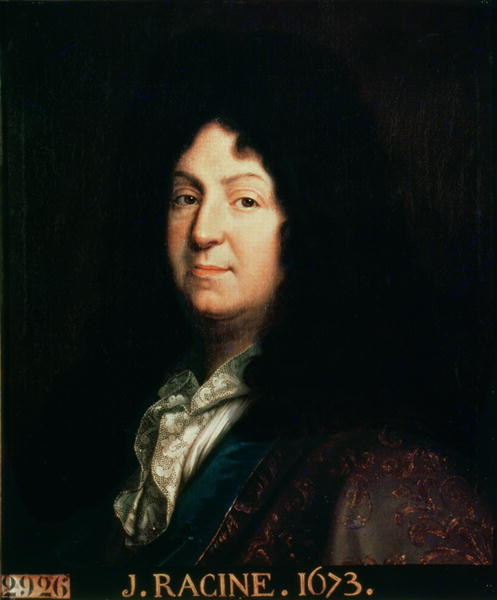
Jean Racine (1673)

Racinův otec byl úředník, jeho děd zastával úřad výběrčího solní daně a jeho praděd – též výběrčí a správce solných skladů – získal šlechtický titul; i básník užíval erb se stříbrnou labutí v blankytně modrém poli. Rodina přísných venkovských mravů projevovala velkou úctu k jansenistům.
Ve třech letech se stal úplným sirotkem (matka zemřela roku 1641 a otec roku 1643). Starala se o něj babička a tety. Od deseti let studoval v klášteře Port-Royal, kde se mu dostalo solidního základního vzdělání. Roku 1653 odešel krátce na kolej do Beauvais. Do Port-Royalu se vrátil s rodinou už roku 1655. Celkově se mu dostalo kvalitního vzdělání od pedagogů ovlivněných jansenismem a jako jeden z mála mezi vrstevníky se učil starořečtinu, italštinu a španělštinu. Bohužel, jansenisté považovali umění vyjadřující fikci, a divadlo především, za škodlivé pro duši. Začal studovat práva na Harcourtově koleji v Paříži, ale v 18 letech objevil mondénní svět díky svému bratranci Nicolasi Vitartovi, u kterého se zabydlel a tvořil své první básně. Po roce studium ukončil.
Ku příležitosti svatby Ludvíka XIV. v létě roku 1660 předložil akademikovi Jeanu Chapelainovi dlouhou báseň věnovanou královně: La Nymphe de la Seine. Ta byla brzy vytištěna na autorovy náklady. Téhož roku napsal také svou první divadelní hru Amasie, o které se ví jen to, že byla ředitelem divadla odmítnuta. Na jaře 1661 se pustil do nového pokusu, tentokrát na téma Ovidia a "druhé Julie" – vnučky císaře Augusta. Hru ale nedokončil, protože ho postihla horečka řádící na severu Francie. Rekonvalescence Racina probíhala v Uzès, kde bydlel jeden z jeho strýců, a který mu zde poskytl hmotné zajištění. Studoval teologii a neúspěšně se pokusil o církevní kariéru. Pustil se znovu do psaní veršů, ale trpěl tím, že se vzdálil svým přátelům a vrátil se do Paříže. Napsal ódu na krále, za což dostal odměnu z královské pokladny. V roce 1663 byl přijat u dvora, kde se poprvé setkal s Molièrem.
Připravil svou první tragédii Thébanka, kterou uvedla na scénu Molièrova společnost v Palais-Royal roku 1664 po zákazu Tartuffa. Větší úspěch sklidila o rok později hra Alexandr Veliký, byla však také důvodem roztržky mezi Molièrem a Racinem, který umožnil její uvedení v konkurenční divadelní společnosti. Navíc k ní odešla přední herečka Molièrova souboru Mademoiselle Du Parc, která byla jeho milenkou. Aby potvrdil svoji pověst nevděčníka, opublikoval Racine také pamflet proti jansenismu, v němž napadl své učitele z Port-Royal. Racinovi to vše přineslo pověst bezohledného a křivého člověka.
Během následujících deseti let Racine získal jako dramatik skvělou pověst a stal se vlivným mužem u dvora krále Ludvíka XIV. Definitivní dobrou reputaci mu přinesla hra Andromaché, v níž ukázal své mistrovství v řeckém jazyce, textech a historii a zároveň zachoval galantní žánr. Po čteních v literárních salonech se její premiéra konala v listopadu 1667 u královského dvora, což bylo velkým vyznamenáním. Podle kritiků je Andromaché první skutečně racinovskou tragédií, ve které tragično spočívá v destruktivních důsledcích milostné vášně bez zásahů vnějších okolností. Racine zavedl do francouzské literatury psychologický naturalismus jako realistické zobrazení vášní a niternosti. Hra zaznamenala okamžitý úspěch, vyvolala však i kontroverze svým pojetím postav, kompozicí i stavbou veršů. Racine byl porovnáván se starším Pierrem Corneillem. Jean de La Bruyere, francouzský spisovatel a moralista, srovnal díla Racina a Corneilla následovně: „Corneille představuje lidstvo, jaké by být mělo, Racine, jaké je.“ Úspěch přinesl Racinovi královskou rentu a značné jmění, které vzrostlo i dědictvím z matčiny strany. To mu umožnilo věnovat se výhradně psaní nových her.
Následovala jeho jediná komedie Sudiči (Les Plaideurs,1668) s tehdy aktuálním tématem soudnictví. Poté, co získal bohatství od krále a pověst u pařížské veřejnosti, snažil se Racine získat své místo v nejserióznější literární společnosti, ve společnosti kritiků a teoretiků klasického divadla. Posun od řeckého k římskému tématu v tragédii Britannicus (1669) byl interpretován jako útok na Corneille. V průběhu sedmdesátých let napsal dalších pět tragédií: Berenika (1670), Bajazid (zač. 1672), Mithridates (konec 1672), Ifigenie (1674) a konečně Faidra (1677). Všechny hry představila společnost Hôtel de Bourgogne a byly vydány i tiskem. Materiálně byl tedy velmi dobře zajištěn a nouzí netrpěl. V roce 1674 mu královská přízeň umožnila získat místo generálního pokladníka Francie v Moulins. V roce 1673 byl přijat za člena Francouzské akademie.
Aby vstoupil do králova okruhu důstojně, opustil milenku a hledal si s pomocí Nicolase Vitarta vhodnou ženu. Roku 1677 se oženil s Kateřinou Romanetovou, dcerou královského pokladníka z Amiens. Měli spolu sedm dětí (Jean-Baptiste, Marie Kateřina, Nanette, Babet, Fanchon, Madelon a Louis) a korespondence potvrzuje, že z prvotního sňatku z rozumu se zrodila skutečná láska. Po velkém úspěchu Faidry Racine propadl hluboké náboženské krizi, usmířil se s jansenisty a odklonil se od dramatické tvorby. Stal se historiografem krále po přímluvě Madame de Montespan, která byla královou milenkou. Racine se nechal slyšet, že pro divadlo už nic nenapíše a bude zcela ve službách krále, což po dalších 15 let dodržel. Doprovázel Ludvíka XIV. na válečné výpravy, pořizoval poznámky a redigoval je po diskuzích s přítelem a kolegou Nicolasem Boileauem. Z těchto poznámek vznikla Idylle sur la Paix (1685), kterou zhudebnil Jean-Baptiste Lully.
V letech 1679 až 1681 byl Racine v rámci tzv. jedové aféry podezřelý, že nechal otrávit svou milenku Mademoiselle Du Parc, která zemřela již před deseti lety na komplikace při potratu. Po zjištění, že šlo o záměnu jmen zemřelé osoby, policie od stíhání upustila.
Roku 1689 napsal na objednávku paní de Maintenon biblickou tragédii o třech aktech Ester. Hrála se při soukromých vystoupeních před králem a jeho rodinou. Po úspěchu navázal další tragédií Atalia. Na přání paní de Maintenon napsal také čtyři duchovní písně, z nichž tři zhudebnil Jean-Baptiste Moreau a jednu Michel-Richard de Lalande. V roce 1690 byl povýšen do šlechtického stavu. V roce 1696 byl jmenován na místo králova sekretáře. Pracoval na díle o historii kláštera Port-Royal des Champs, které však již nedokončil.
Racine zemřel v ulici des Marais-Saint-Germain v Paříži 21. dubna 1699 ve věku 59 let na následky abscesu nebo tumoru na játrech. Ludvík XIV. vyhověl jeho přání a nechal jej pohřbít v Port-Royal, po jehož zničení v roce 1710 byly jeho ostatky umístěny v kostele Saint-Étienne-du-Mont.

## Díla

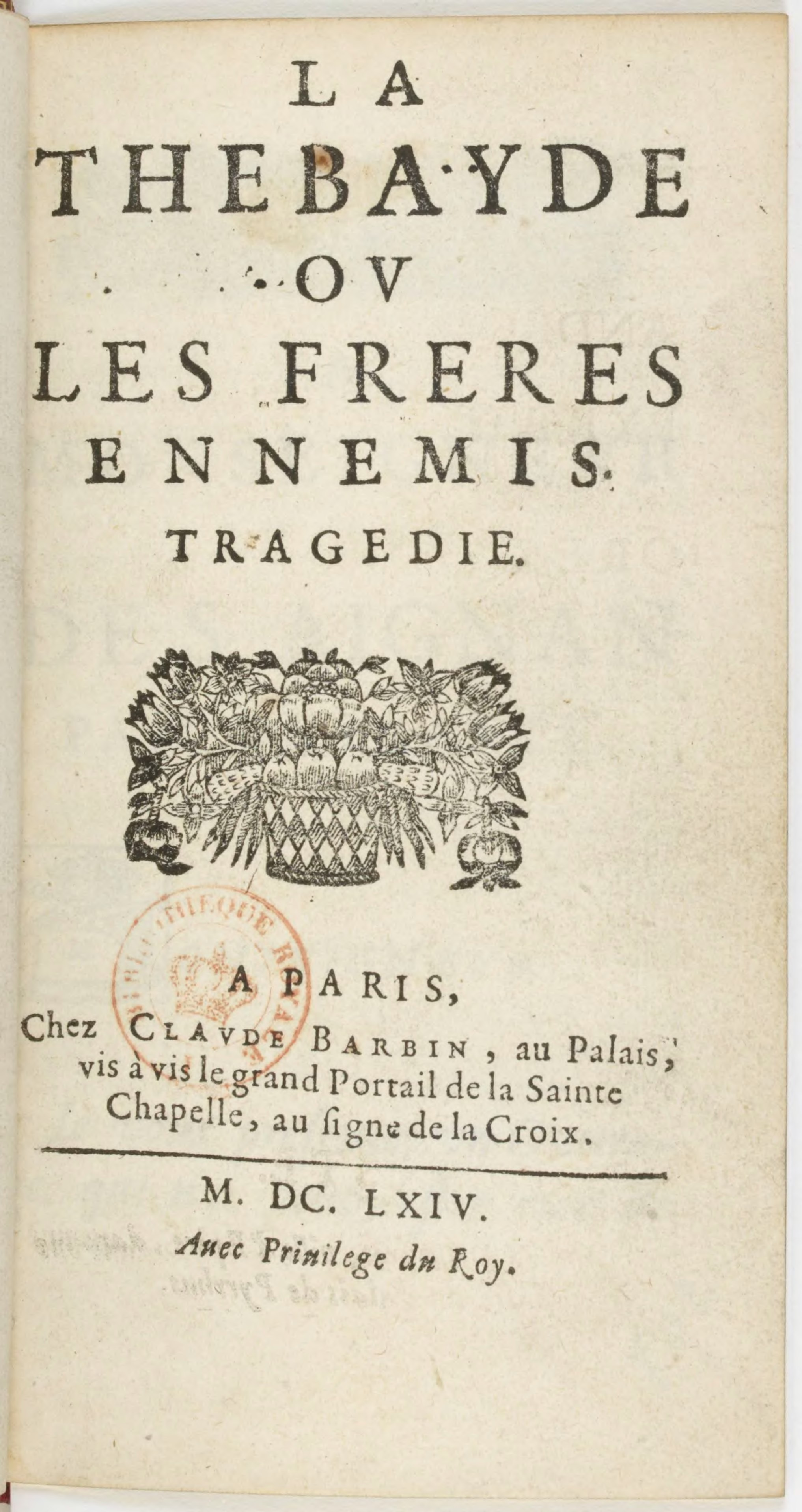
Frontispis prvního vydání hry Thébanka (1664)

### Hry (ve verších)
- Thébanka (La Thébaïde ou les frères ennemis), 1664, tragédie o zášti a žárlivosti dvou Oidipových synů.
- Alexandr Veliký, 1665, zápletka je založena na setkání Alexandra Velikého a poraženého indického krále (Póros)

- Andromaché 1667, tragédie, jejíž děj se odlišuje od původních řeckých mýtů. Drama o vášnivé lásce z doby Trójské války. Byla předlohou opery (tragédie lyrique) Andromaque André Grétryho z roku 1780.
- Les Plaideurs (Sudílkové nebo též Sudiči), 1668, velmi volná adaptace Aristofanovy komedie Vosy
- Britannicus, 1669, tragédie odehrávající se ve starém Římě ukazuje metamorfózu mírumilovného a uznávaného císaře Nerona v tyrana, který pod vlivem nepotlačitelných vášní nechá otrávit svého bratra. Dojímá nešťastným osudem milenecké dvojice Junie a Britannika.
- Berenika, 1670, drama o milostných vztazích královny Bereniky, sváru lásky a povinnosti. Na stejné téma napsal drama Pierre Corneille (Titus a Berenika)
- Bajazid, 1672, drama o osmanském sultánovi Muradovi IV. a jeho bratrovi Bajazidovi. Murad dal svého bratra a soka v lásce popravit.
- Mithridates, 1673, spor o moc i ženu mezi králem Mithridatem a jeho synem Xipharem. Wolfgang Amadeus Mozart složil na toto téma operu Mithridates, král pontský
- Ifigenie, 1674, oběť dcery mykénského krále Agamemnóna má usmířit bohy a ovlivnit je pro vítězství v Trójské válce
- Faidra, (1677)[7] podle Euripídovy tragédie Hippolyt. Příběh vášnivé lásky Faidry, druhé manželky athénského krále Thésea k jeho synovi z prvního manželství – Hippolytovi.
- Ester, 1689 na motivy ze Starého zákona o židovské královně, která zachránila svůj lid.
- Atalia, 1691 o ženě, která zavraždila královskou rodinu, aby se dostala k moci a má věštecký sen o své smrti (na motivy Starého zákona)

### České překlady
- RACINE, Jean. Andromacha: truchlohra v pěti jednáních. Překlad Václav Kalbáč. V Praze: I.L. Kober, 1873. 78 s. Výbor spisův dramatických; díl 22.
- RACINE, Jean. Sudílkové = [Les plaideurs]: veselohra o 3 děj. Přeložil Adolf Červinka. Praha: Leschinger, 1908. 78 s.
- RACINE, Jean. Faidra: tragédie. Překlad Jindřich Hořejší. Praha: Pokrok, 1926. 92 s. Dobrá četba; sv. 5.
- RACINE, Jean. Berenika: tragédie o pěti jednáních. Překlad Jan Kubišta. V Praze: J. Otto, 1927. 84 s. Sborník světové poesie; sv. 154.
- RACINE, Jean. Esther: tragédie z Písma svatého. Přeložil Karel Růžička. Kladno: J. Cipra, 1948. 65 s. Kladenský lis.
- RACINE, Jean. Faidra: Veršovaná tragédie o 5 dějstvích. Přeložil Gustav Francl. 1. vyd. tohoto překladu. Praha: Orbis, 1960. 81, [2] s. Divadelní hry.
- RACINE, Jean. Berenika: Tragédie. Přeložili Petr Kopta a Jindřich Pokorný. 1. vyd. Praha: Dilia, 1963. 48, [1] s.
- RACINE, Jean. Britannicus. Překlad Vladimír Mikeš. Praha: Dilia, 1990. 52 l. ISBN 80-203-0169-0.
  - Zpracováno v roce 1991 v Československém rozhlasu jako rozhlasová hra. Překlad a rozhlasová úprava: Vladimír Mikeš, průvodní slovo: Ivan Řezáč, dramaturgie: Hynek Pekárek, režie: Josef Melč. Osoby a obsazení: Nero, císař, syn Agrippiny (Pavel Soukup), Agrippina, vdova po Domitiovi, otci Nera a po císaři Claudiovi (Jaroslava Adamová), Britannicus, syn císaře Claudia (Ivan Řezáč), Junia, milenka Britannicova (Marta Vančurová), Burrus, vychovatel Neronův (Jiří Adamíra), Narcissus, vychovatel Britannicův (Eduard Cupák), Albina, Agrippinina důvěrnice (Věra Kubánková).[8]
- RACINE, Jean. Britannicus; Ifigenie; Atalia. Překlad Gustav Francl. 1. vyd. Praha: Odeon, 1990. 268 s. Světová četba; sv. 567. ISBN 80-207-0188-5.